# 447
El 447 (CDXLVII) fou un any comú començat en dimecres del calendari julià.

## Esdeveniments
- Un terratrèmol malmet greument les muralles de Constantinoble (data exacta desconeguda[1]).
- Els huns derroten els romans i els imposen un tribut molt elevat.
- Primer regne dels saxons a Anglaterra.